# ارس پرزوالسکی
ارس پرزوالسکی (نام علمی: Juniperus przewalskii) نام یک گونه از سرده ارس است.